# Franz zu Salm-Reifferscheidt-Dyck
Franz Josef Alfred Leopold Hermann Maria, Fürst und Altgraf zu Salm-Reifferscheid-Krautheim und Dyck (* 7. April 1899 in Wien; † 13. Juni 1958 in Bonn) war ein deutscher Unternehmer  aus der Familie Salm-Reifferscheidt.

## Familie
Franz Josef zu Salm-Reifferscheid-Krautheim und Dyck war ältestes Kind aus der Ehe von Alfred Fürst zu Salm-Reifferscheidt-Krautheim und Dyck und Marie-Dorothea Gräfin von Bellegarde. Er heiratete am 27. Mai 1930 Prinzessin Cecilie zu Salm-Salm (1911–1991). Aus der Ehe gingen acht Kinder hervor. Zwei erreichten das Erwachsenenalter nicht.
Er war sechster Fürst und Altgraf zu Salm-Reifferscheidt-Krautheim und Dyck. Mit seinem Tod erlosch die Linie der Altgrafen und späteren Fürsten zu Salm-Reifferscheidt-Dyck der Familie Salm-Reifferscheidt.
Er lebte zunächst auf Schloss Alfter bei Bonn, nach dem Zweiten Weltkrieg auf Schloss Dyck in Jüchen. In Alfter unterstützte er die Gründung der Donnerstag-Gesellschaft.

## Leben
Franz Josef war Eigentümer der Salm-Dyck-Reifferscheidt’schen Mineralquellen („Roisdorfer Mineralquelle“) und übernahm 1948 die Firma unter dem Namen „Roisdorfer Brunnen Fürst Salm & Co.“ in eigener Regie.
Er war Hochmeister der „Erzbruderschaften des heiligen Sebastianus“ in der Deutschen Schützenbruderschaft.
Am 1. Oktober 1932 ernannte Seine Seligkeit, der Patriarch von Jerusalem Aloysius Barlassina als Rektor und Administrator des Ritterordens vom Heiligen Grab zu Jerusalem Franz Joseph Fürst und Altgraf zu Salm-Reifferscheid-Krautheim und Dyck, seinerzeit Vizepräsident des Deutschen Vereins vom Heiligen Lande zum ersten Statthalter einer eigenen Deutschen Statthalterei. Franz zu Salm-Reifferscheidt-Dyck wurde am 29. Mai 1924 in Rom in den Ritterorden vom Heiligen Grab investiert. Sein Nachfolger als Deutscher Statthalter wurde nach seinem Tode 1958 Friedrich August von der Heydte.

## Trivia
Nach ihm ist die Fürst-Franz-Josef-Straße in Alfter benannt.